# Kano-Modell
Das Kano-Modell (auch: Das Kano-Modell der Kundenzufriedenheit) ist ein Modell zum systematischen Erringen der Kundenzufriedenheit in einem Projekt oder für ein komplexes Produkt. Es beschreibt den Zusammenhang zwischen dem Erreichen bestimmter Eigenschaften eines Produktes / einer Dienstleistung und der erwarteten Zufriedenheit von Kunden. Aus der Analyse von Kundenwünschen leitete Noriaki Kano (* 1940), Professor an der Universität Tokio, 1978 ab, dass Kundenanforderungen unterschiedlicher Art sein können. Das nach ihm benannte Kano-Modell erlaubt es, die Wünsche (Erwartungen) von Kunden zu erfassen und bei der Produktentwicklung zu berücksichtigen.

## Kano-Modell

Kano-Modell

Das Kano-Modell unterscheidet fünf Ebenen der Qualität:
- Basis-Merkmale (Muss-Merkmale), die so grundlegend und selbstverständlich sind, dass sie den Kunden erst bei Nichterfüllung bewusst werden (implizite Erwartungen). Werden die Grundforderungen nicht erfüllt, entsteht Unzufriedenheit; werden sie erfüllt, entsteht aber keine Zufriedenheit. Die Nutzensteigerung im Vergleich zur Differenzierung gegenüber Wettbewerbern ist sehr gering.
- Leistungs-Merkmale (Soll-Merkmale) sind dem Kunden bewusst, sie beseitigen Unzufriedenheit oder schaffen Zufriedenheit abhängig vom Ausmaß der Erfüllung.
- Begeisterungs-Merkmale (Kann-Merkmale) sind dagegen Nutzen stiftende Merkmale, mit denen der Kunde nicht unbedingt rechnet. Sie zeichnen das Produkt gegenüber der Konkurrenz aus und rufen Begeisterung hervor. Eine kleine Leistungssteigerung kann zu einem überproportionalen Nutzen führen. Die Differenzierungen gegenüber der Konkurrenz können gering sein, der Nutzen aber enorm.
- Unerhebliche Merkmale sind sowohl bei Vorhandensein als auch bei Fehlen ohne Belang für den Kunden. Sie können daher keine Zufriedenheit stiften, führen aber auch zu keiner Unzufriedenheit.
- Rückweisungs-Merkmale: Führen bei Vorhandensein zu Unzufriedenheit, bei Fehlen jedoch nicht zu mehr Zufriedenheit des Kunden.

Das Modell stellt gewissermaßen eine Übertragung und Erweiterung der Zwei-Faktoren-Theorie (Herzberg) (einer Arbeitsmotivations-Theorie) dar. Die Basis-Merkmale (Kano) entsprechen in ihrer Definition den Hygienefaktoren (Herzberg), die Leistungs-Merkmale bzw. auch Begeisterungs-Merkmale nach Kano sind mit den Motivationsfaktoren (Herzberg) vergleichbar.
Die Erwartungshaltung gegenüber einem Produktmerkmal ist nicht für alle Individuen identisch. Während z. B. Person A ein Produktmerkmal als Begeisterungs-Merkmal einstuft, kann derselbe Umstand für Person B ein Basis-Merkmal, und für Person C ein Rückweisungs-Merkmal sein.
Ebenfalls differenziert zu sehen ist der Umstand, dass die Beurteilung von Produkteigenschaften stets mit dem Produktpreis in Verbindung steht. Es ist daher empfehlenswert, auch den Vorbehaltspreis (oder auch Reservationspreis) für einzelne Produkteigenschaften empirisch zu erheben.
Über die Zeit gesehen verändern sich die Eigenschaften, da ein Gewöhnungseffekt entsteht. Ein Begeisterungs-Merkmal kann zu einem Leistungs- und später zu einem Basis-Merkmal werden.

### Beispiele
|                        | Produkt Am Beispiel Auto: | Dienstleistung Am Beispiel Webseitenerstellung: |
| Basis-Merkmale         | Sicherheit, Rostschutz | Einrichtung der URL, Bereitstellung von Web-Space (in Gigabyte) |
| Leistungs-Merkmale     | Fahreigenschaften, Beschleunigung, Lebensdauer, Verbrauch | Verwendete Tools, Änderbarkeit, Erreichbarkeit bei Problemen |
| Begeisterungs-Merkmale | Sonderausstattung, besonderes Design | Leichte Handhabung, lauffähig auch auf wenig verwendeten Browsern, Update-Service mit Verbesserungen |
| Unerhebliche Merkmale  | für eine bestimmte Kundengruppe: Automatikgetriebe, Schiebedach | Hardware, die der Dienstleister beim Erstellen verwendet |
| Rückweisungs-Merkmale  | Rostflecken, abgelaufene HU | Seite ist nicht erreichbar, Inhaltliche Fehler, Bilder werden nicht angezeigt, Sichtbare HTML-Tags, Rechtschreibfehler Hier ist eine Abstufung möglich, z. B. kritischer Fehler, Hauptfehler und Nebenfehler (siehe Fehlerarten (QM))                                                                         |
|                        | | |
| Gewöhnungseffekt       | Während Airbags, Brems- und Lenkhilfe, ABS usw. früher besondere Ausstattungen (Leistungs- oder Begeisterungsmerkmal) waren, die Zufriedenheit auslösen konnten, werden sie jetzt von einer steigenden Anzahl von Kunden vorausgesetzt, sie gehören unter Umständen aus Kundensicht schon zu den Basis-Merkmalen. | Früher genügten Bild und Text, um den Nutzer zu begeistern, heute ist gutes Design schon fast ein Basis-Merkmal, auch die bereitgestellten Datenmengen steigen ständig; was heute noch als großzügig angesehen wird, ist morgen Standard und übermorgen vielleicht unzureichend und deshalb ein KO-Kriterium. |

## Empirische Messung
Die Messung der Erwartungshaltung von Kunden kann sowohl als strukturiertes Interview als auch in Form einer schriftlichen Befragung erfolgen. Prof. Kano hat hierzu eine bipolare Befragung entwickelt. Die Befragten antworten in Bezug auf die zu messende Produkteigenschaft zweimal:
- Funktional (positiv formuliert)
- Dysfunktional (negativ formuliert)

### Beispiele
|                                                               | Das würde mich sehr freuen | Das setze ich voraus | Das ist mir egal | Das nehme ich gerade noch hin | Das würde mich sehr stören |
| Funktional (positiv formuliert)                               |                            |                      |                  |                               |                            |
| Was würden Sie sagen, wenn das Produkt über … verfügte?       |                            |                      |                  |                               |                            |
| Was würden Sie sagen, wenn es mehr … gäbe?                    |                            |                      |                  |                               |                            |
| Dysfunktional (negativ formuliert)                            |                            |                      |                  |                               |                            |
| Was würden Sie sagen, wenn das Produkt NICHT über … verfügte? |                            |                      |                  |                               |                            |
| Was würden Sie sagen, wenn es weniger … gäbe?                 |                            |                      |                  |                               |                            |

### Auswertung
Aus der Kombination der Antworten auf die funktionale und dysfunktionale Frage ist die Typisierung ableitbar
| Funktional:                |   | Dysfunktional:             |   | Merkmal               |
| Das setze ich voraus       | + | Das würde mich sehr stören | → | Basis-Merkmal         |
| Das würde mich sehr freuen | + | Das würde mich sehr stören | → | Leistungs-Merkmal     |
| Das würde mich sehr freuen | + | Das ist mir egal           | → | Begeisterungs-Merkmal |
| Das ist mir egal           | + | Das ist mir egal           | → | Unerhebliches Merkmal |
| Das würde mich sehr stören | + | Das setze ich voraus       | → | Rückweisungs-Merkmal  |

Unlogische Antworten bleiben bei der Auswertung unberücksichtigt;
z. B. Funktional + Dysfunktional: Das würde mich sehr freuen.

### Tools zur Erhebung
Beim Kano-Modell ist es sinnvoll, standardisierte Fragen zu nutzen, um den Einfluss des Interviewers auf den Befragten möglichst gering zu halten. Deshalb bietet es sich an, Daten via Fragebogen zu erheben. Optionen sind der klassische Papierfragebogen, Fragebogeninterviews oder das Durchführen einer Online-Umfrage.

### Demographische Merkmale
Hilfreich ist auf jeden Fall auch die Erhebung relevanter demographischer Merkmale, um in der Auswertung Zusammenhänge (Korrelation) zwischen einer Merkmals-Typisierung und demographischen Merkmalen ermitteln zu können.
Am Beispiel Auto: Männliche Personen im Alter zwischen 40 und 60 Jahren sehen in einem 8-Zylinder-Benziner einen Begeisterungsfaktor, während Frauen zwischen 20 und 30 dies als Rückweisungs-Merkmal einstufen.
Am Beispiel Webseite: Jugendliche sehen die Beteiligung eines bestimmten Stars als Begeisterungsfaktor (YouTuber, Musiker), während Erwachsene dies als Rückweisungs-Merkmal einstufen.

## Anwendungsgebiete

### Zufriedenheitsmessung
Ausgehend von der Annahme, Zufriedenheit entstehe durch zwei Faktoren, nämlich
- Erwartung und
- wahrgenommene Qualität / Leistung,

ist das Kano-Modell (nebst anderen) zur Ermittlung der Erwartungen als Element zur Zufriedenheitsmessung einsetzbar. Werden zusätzlich zu den bipolaren Fragen auch noch Fragen nach einer Beurteilung gestellt, besteht die Möglichkeit, einen Zufriedenheitsgrad zu ermitteln. Dabei werden den Kano-Merkmalen axiomatisch Funktionen unterstellt, welche den Zusammenhang von Beurteilung und Zufriedenheitswert beschreiben (hier z. B. als lineare Funktion):
|                         | Schlechteste Beurteilung                                       | bis                                                            | beste Beurteilung                                              |
| Basis-Merkmale:         | niedrigster Zufriedenheitswert (z. B. −1)                      |                                                                | Indifferenz-Wert (z. B. 0)                                     |
| Leistungs-Merkmale:     | niedrigster Zufriedenheitswert                                 |                                                                | Bester Zufriedenheitswert (z. B. 1)                            |
| Begeisterungs-Merkmale: | Indifferenz-Wert (0)                                           |                                                                | Bester Zufriedenheit (z. B. 1)                                 |
| Unerhebliche Merkmale:  | Die Beurteilung hat keinen Einfluss auf den Zufriedenheitswert | Die Beurteilung hat keinen Einfluss auf den Zufriedenheitswert | Die Beurteilung hat keinen Einfluss auf den Zufriedenheitswert |

Aus den Antwortkombinationen können die Zufriedenheitswerte je Befragten für die Gesamt- oder Teilmengen im gewichteten Mittelwert errechnet werden.
Wie weiter oben bereits erwähnt, verschieben sich die Erwartungen mit der Zeit. Das bedeutet, dass die Zufriedenheit sinkt, obwohl die Leistungserbringung gleich bleibt oder sogar steigt – nämlich wenn Kunden die untersuchten Produkt-Merkmale früher als Begeisterungs-Merkmale, heute jedoch als Basis-Merkmale ansehen.
Am Beispiel Auto: Während früher ein Fahrer-Airbag Zufriedenheit stiftete, benötigt ein Neuwagen heute mehrere davon, und selbst dann erzeugt dies keine Zufriedenheit (es vermeidet lediglich Unzufriedenheit).
Am Beispiel Webseite: wie oben schon erwähnt, stiftet ein bestimmtes bereitgestelltes Datenvolumen heute Zufriedenheit und morgen Unzufriedenheit.
Die bloße Leistungsbefragung (z. B. „Wie beurteilen Sie …“) allein bildet den Gewöhnungseffekt nicht (oder nur unzulänglich) ab.

### Target Costing
Auch bei der Zielkostenrechnung (Target Costing) kann das Kano-Modell eingesetzt werden, um den Stellenwert einzelner Produkt-Merkmale zu ermitteln. Der in der Regel als schwierig und umfangreich eingestufte Ansatz Market-into-Company kann mittels einer Kano-Analyse mit überschaubarem Einsatz durchgeführt werden.